# Раджабов, Сыдык Раджабович
Сыдык Раджабович Раджабов (19 марта (1 апреля) 1910 года — 28 февраля 1993 года) — советский учёный-педагог, академик АПН СССР (1968).

## Биография
В 1933 году — окончил общественно-литературный факультет Ферганского педагогического института, и начал научно-педагогическую деятельность ассистентом на кафедре теории и истории педагогики.
С 1935 по 1943 годы — работал на кафедре педагогики Ташкентского педагогического института имени Низами, с 1947 по 1961 годы — заведующий кафедрой.
С 1943 по 1947 годы — ответственный редактор газеты «Қизил У̌збекистон» — органа ЦК Коммунистической партии Узбекистана, и заместитель заведующего отделом агитации и пропаганды ЦК КП Узбекистана.
С 1961 года — директор НИИ педагогических наук Узбекской ССР и член коллегии Министерства просвещения Узбекской ССР; с 1966 года — заведующий кафедрой педагогики Ташкентского педагогического института имени Низами.
В 1959 году — избран членом-корреспондентом, в 1968 году — академиком АПН СССР, состоял в Отделении методологии, теории и истории педагогики.

## Научная деятельность
Разрабатывал проблемы истории педагогики в советский период, в частности школы, народного образования и педагогической мысли в Узбекской ССР.
Редактор и соавтор учебников и учебных пособий по теории и истории педагогики для педагогически институтов Узбекистана.

### Сочинения
- Из истории строительства советской школы в Узбекистане, Ташкент, 1957

## Награды
- Заслуженный деятель науки Узбекской ССР (1964)[1]